# Pearcea strigosa
Pearcea strigosa är en tvåhjärtbladig växtart som beskrevs av L.P. Kvist och L.E. Skog. Pearcea strigosa ingår i släktet Pearcea och familjen Gesneriaceae. Inga underarter finns listade i Catalogue of Life.